# کی‌خسرو
کَی‌خُسْرو (به اوستایی: 𐬐𐬀𐬎𐬎𐬌 𐬵𐬀𐬊𐬯𐬭𐬀𐬎𐬎𐬀𐬢𐬵𐬀 ت.ت. 'کَوی‌هوُسْرَوَه') در حماسه‌های ایرانی و شاهنامهٔ فردوسی، فرزند سیاوش و فرنگیس و نوادهٔ کی‌کاووس و افراسیاب است. واژه کی‌خسرو به معنی شاه نیک‌نام است. کی‌خسرو در دیانت و شهامت، سرآمد شاهان کیانی و نسبت به کی‌کاووس خوش‌نام‌تر است؛ زیرا کیکاووس در شاهنامه اعمالی موذیانه انجام می‌دهد ولی کی‌خسرو به‌عنوان پادشاهی دادگر و دلیر باقی می‌ماند. در شاهنامه و نوشتارهای پهلوی کی‌خسرو نمادی از یک شاهنشاه آرمانی است.

## زندگی

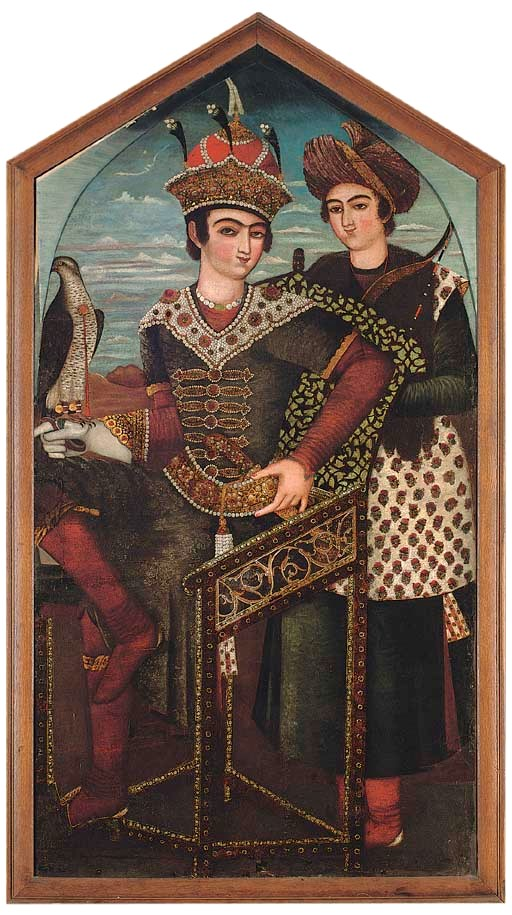
نگاره‌ای کی‌خسرو اثر مهرعلی نقاش در ۱۸۰۳/۴ م. که در اصفهان این نگاره را کشیده است

بر پایهٔ اسطوره‌ها کی‌خسرو در توران پس از کشته شدن سیاوش در خانه پیران ویسه زاده شد. سیاوش در جوانی با پدرش کی‌کاووس همیشه در جدال لفظی بود. از دیگرسو نامادریش سودابه هم نیّت سوئی داشت به همین سبب انگیزه داشت در زمانی مناسب ایران را برای همیشه ترک کند. لشکر افراسیاب زمانی مرزهای ایران را تهدید نمود و کی‌کاووس برای دفع حملات توران، سپاهی به سپهسالاری سیاوش و رستم به جبهه جنگ گسیل داشت. ماجرای اختلاف سیاوش با کی‌کاووس را آشکاراً افراسیاب شنیده بود. پیکی در جبهه میان سیاوش و افراسیاب مرتب هنگام رفت‌وآمد بود تا اینکه سیاوش متقاعد شد به توران پناهنده شود.
در آغاز، ورود سیاوش به همراه هزار جنگجوی ایرانی، برای تورانیان بسیار افتخار آمیز و یک موفقیت سیاسی نظامی بود به‌طوری که در مسیر پایتخت نخست با دختر پیران بنام جریره ازدواج نمود و حاصل ازدواج همان فرود است، در ادامه حرکت، نزد افراسیاب آمد و استقبال شایانی از او شد که فرجام کار پیوند زناشویی با شاهدخت تورانی فرنگیس بود؛ ولی تا زمان زایش کی‌خسرو از فرنگیس، در توطئه‌ای سیاوش همراه با کشتار جنگ‌جویان ایرانی کشته شد.
فردوسی داستان زاده شدن کی‌خسرو را چنین نقل می‌کند:
| شبی قیرگون ماه پنهان شده       |  | به خواب اندرون مرغ و دام و دده |
| چنان دید سالار پیران به خواب   |  | که شمعی برافروختی ز آفتاب      |
| سیاوش بر شمع تیغی به دست       |  | به آواز گفتی نشاید نشست        |
| کزین خواب نوشین سر آزاد کن     |  | ز فرجام گیتی یکی یاد کن        |
| که روز نوآیین و جشنی نوست      |  | شب سور آزاده کیخسروست          |
| سپهبد بلرزید در خواب خوش       |  | بجنبید گلشهر خورشید فش         |
| بدو گفت پیران که برخیز و رو    |  | خرامنده پیش فرنگیس شو          |
| سیاووش را دیدم اکنون به خواب   |  | درخشان‌تر از بر سپهر آفتاب      |
| که گفتی مرا چند خسپی مپای      |  | به جشن جهانجوی کیخسرو آی       |
| همی رفت گلشهر تا پیش ماه       |  | جدا گشته بود از بر ماه شاه     |
| بدید و به شادی سبک بازگشت      |  | همانگاه گیتی پرآواز گشت        |
| بیامد به شادی به پیران بگفت    |  | که اینت به آیین خور و ماه جفت  |
| یکی اندر آی و شگفتی ببین       |  | بزرگی و رای جهان آفرین         |
| تو گویی نشاید مگر تاج را       |  | و گر جوشن و ترگ و تاراج را     |
| سپهبد بیامد بر شهریار          |  | بسی آفرین کرد و بردش نثار      |
| بران برز و بالا و آن شاخ و یال |  | تو گویی برو برگذشتست سال       |
| ز بهر سیاوش دو دیده پرآب       |  | همی کرد نفرین بر افراسیاب      |

پیران ویسه، پس از زایش کی‌خسرو به دستور افراسیاب که نگران جانشینی آیندهٔ نوادهٔ خود بود، کودک را به چوپان‌ها سپرد، ولی در ده سالگی او را به نزد خویش فرا خواند و به تربیت‌اش همّت گماشت.

## پادشاهی

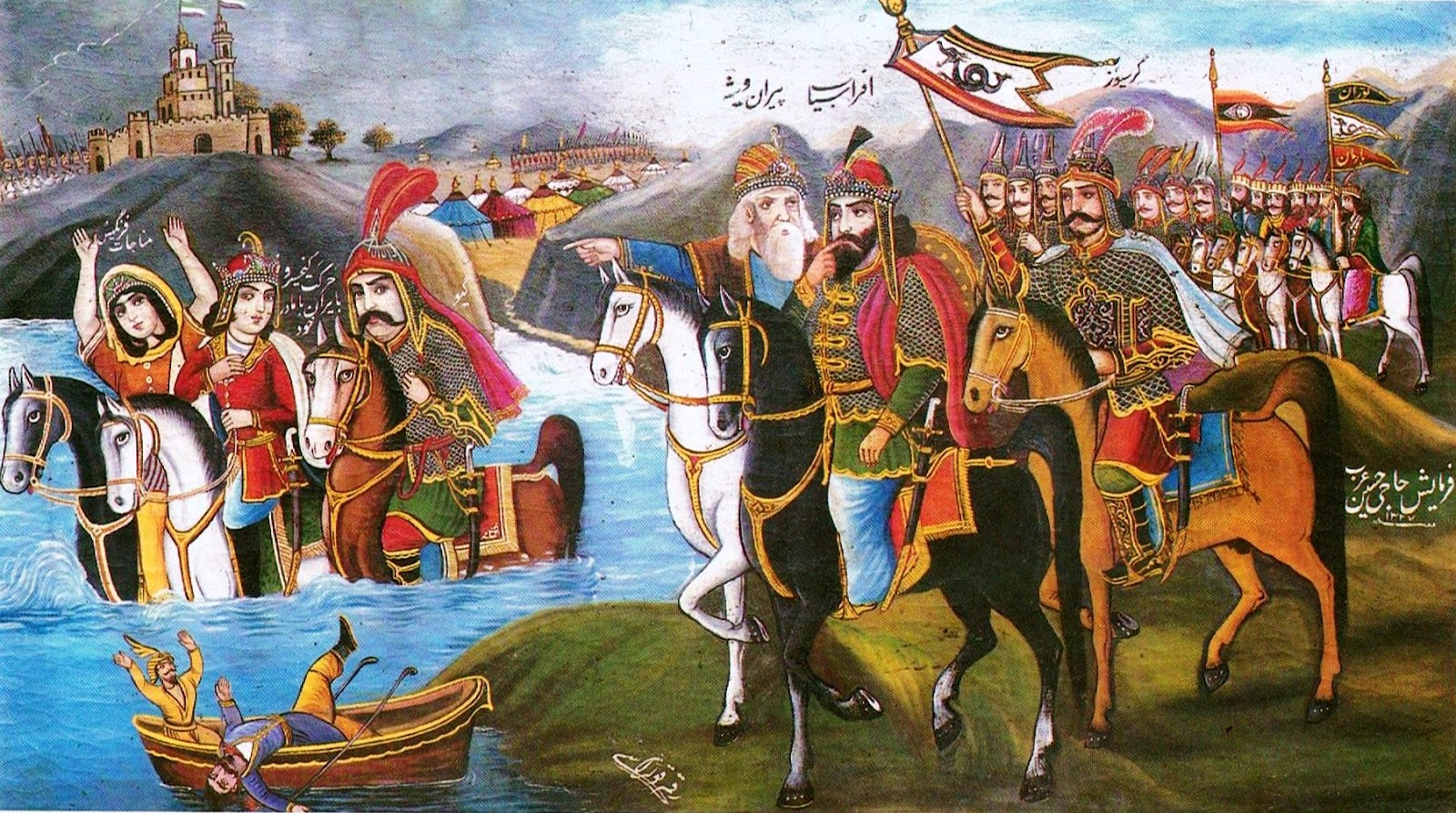
کی‌خسرو هنگام رهسپاری به ایران اثر حسین قوللرآقاسی

گودرز پهلوان ایرانی، شبی در خواب دید که سیاوش فرزندی به اسم کیخسرو در کشور توران دارد. پس پسرش گیو را که او نیز از پهلوانان ایرانی بود به توران فرستاد. کیخسرو به ایران بازگشت و قرار بر شاه شدنش شد؛ ولی توس، خشمگین شد و اظهار نمود که پسر کاووس فریبرز لایق‌تر از کیخسرو است. قرار بر رقابتی شد بین دو پهلوان و بهانهٔ این رقابت این شد که هرکس دژ بهمن در اردبیل را که متعلق به دیوها و اهریمنان است بگشاید، شاه خواهد شد. فریبرز نتوانست و کیخسرو، پیروزمندانه دژ را گشود.

## جنگ‌های ایران و توران

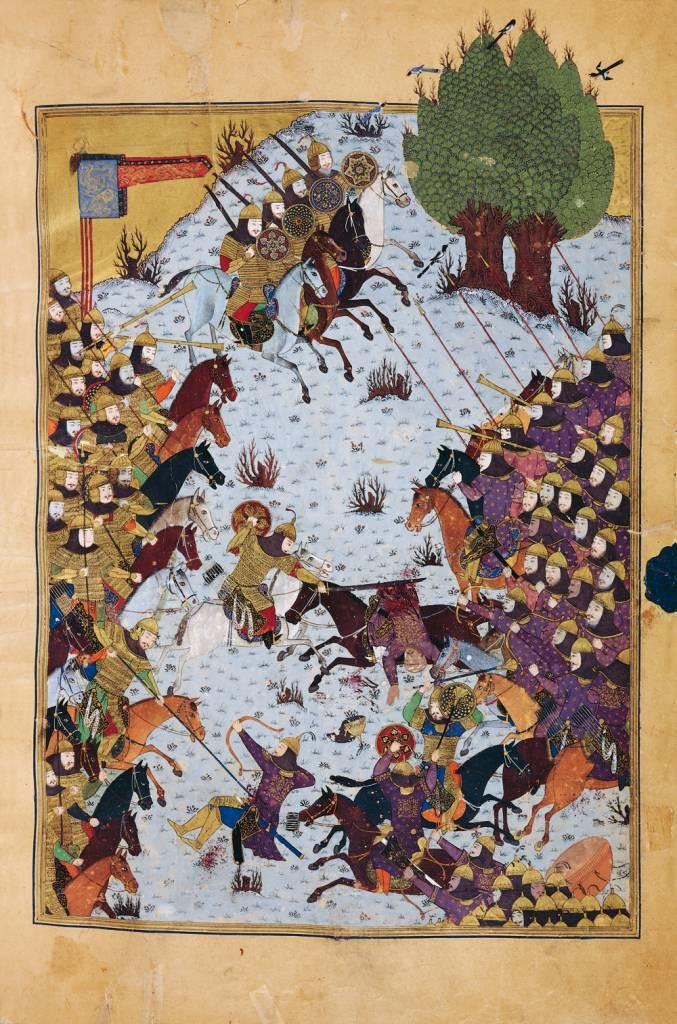
نگاره‌ای از جنگ بزرگ کی‌خسرو (که میان کی‌خسرو و افراسیاب رخ داد) در شاهنامهٔ بایسنقری

در زمان پادشاهی کی‌خسرو جنگ‌های بزرگی میان ایران و توران رخ می‌دهد که در نهایت به پیروزی ایران می‌انجامد. یکی از این جنگ‌ها جنگ دوازده رخ است. در این جنگ، دوازده پهلوان بزرگ ایران مانند گیو و گودرز با دوازده نامدار تورانی به جنگ تن به تن می‌پردازند.

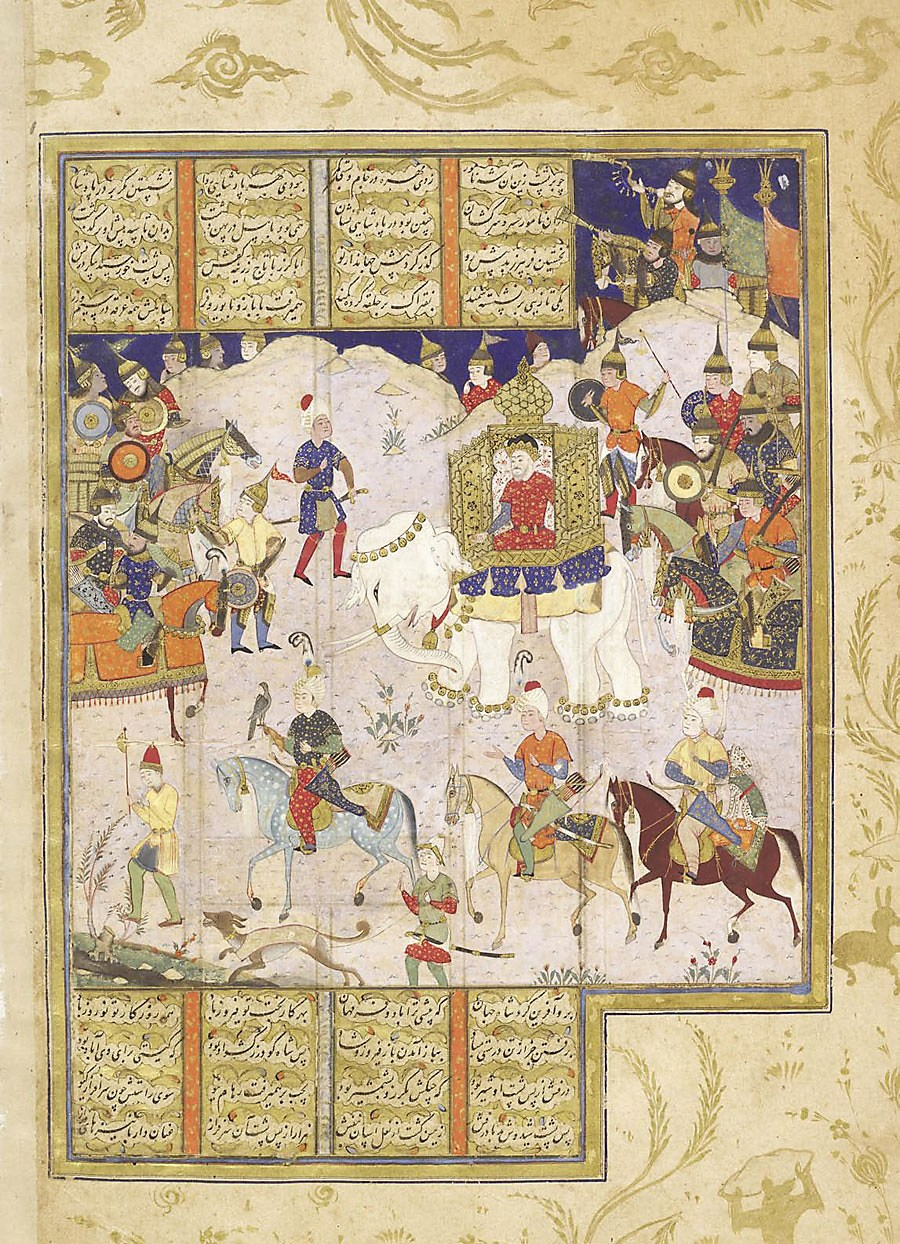
نگاره‌ای از شاهنامه متعلق به سدهٔ ۱۶ میلادی کی‌خسرو ارتش خود را مشاهده می‌کند جای نگهداری: موزه هنر هاروارد

## کناره‌گیری از پادشاهی
پس از قریب به ۶۰ سال فرمانروایی ظفرمندانه به همراه پیروزی‌های بزرگ برای ایران، کیخسرو از تخت سلطنت کنار می‌رود و آن را برای جانشینش، لهراسپ، باقی می‌گذارد. گفته می‌شود او به کوه‌ها برای نیایش رفت و زندگانی جاودان یافت و در عهد سوشیانس (منجی زرتشتیان) او برای یاری باز خواهد گشت. برخی از پهلوانان نیز که با او بودند در برف گم می‌شوند.
بر اساس اشعار شاهنامه او پس از سپردن پادشاهی و وداع با یاران و بزرگان سپاه، خود تن در آب روشن شستشو داد و بر فراز کوهی، در سپیده دم و با طلوع خورشید ناپدید شد. تطابق مکان‌های ذکر شده در شاهنامه از سوی کارشناسان نشان می‌دهد که این کوه محلی است در شهرستان خنداب از توابع استان مرکزی که به همین نام یعنی کوه شاه نامیده می‌شود در این کوه غاری وجود دارد که همه ساله میزبان پرستشگران کیش زرتشت است تا بدان جا که در دوره‌های مختلف تاریخی از سوی پادشاهان مکانی مقدس تلقی می‌شده و هدایایی به آن اهدا می‌شده است در ورودی غار لوحی وجود دارد که نام پهلوانان همراه کیخسرو برآن منقش بوده که البته به مرور زمان دچار تخریب گشته است. در طی ادوار مختلف داستان‌های عجیب بسیاری از سوی ساکنان روستاهای اطراف در خصوص ماهیت این غار و کیخسرو نقل شده است. 

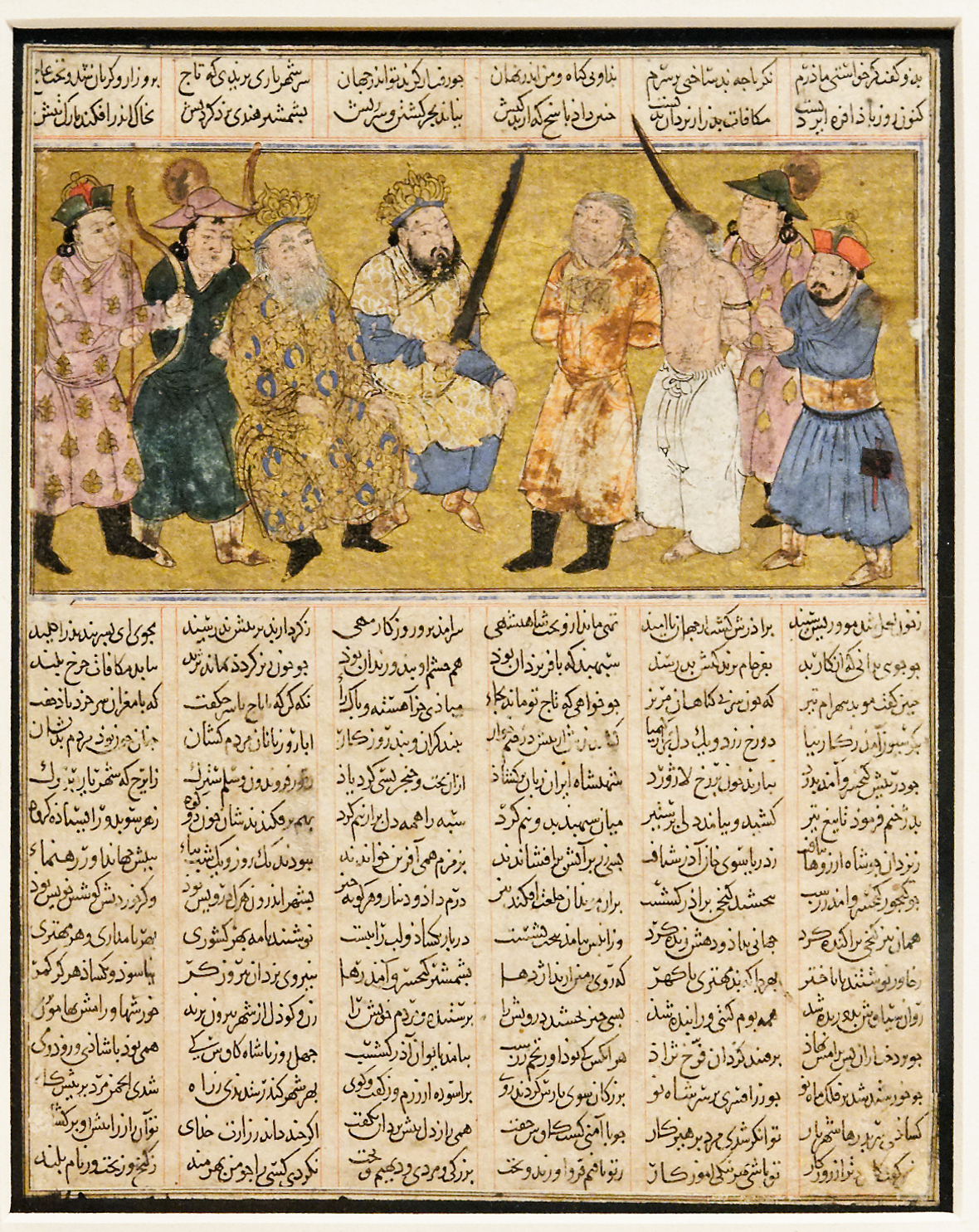
نگاره‌ای از شاهنامهٔ بایسنقری متعلق به سدهٔ ۱۴ میلادی (دوره ایلخانی) کی‌خسرو، افراسیاب را به کین پدرش سیاوش می‌کشد. جای نگهداری: موزه متروپولیتن نیویورک

## از دیدگاه عرفان
کی‌خسرو به گفته سهروردی، عارف و صاحب فرّ کیانی بوده و معراج روحانی داشته است و نفس او منقّش به انوار قُدس الهی شده بود و به‌وسیلهٔ آن انوار، همهٔ انسانها او را تعظیم می‌کردند.
همچنین در اشعار عارفان مانند حافظ و عطار به بزرگی و نیک‌رفتاری ستوده شده است. برخی از پژوهشگران، سال‌های زندگی او را نزدیک به ظهور زرتشت می‌دانند. در روایات مذهبی زرتشتیان و کتاب اوستا از او به عنوان کسی که سوار بر سروش آسمانی که در آخرالزمان رجعت می‌کند و به یاری سوشیانت برمی‌خیزد، یاد شده است.
کی‌خسرو هشتمین شهریار از دودمان کیانیان (keyxoro)، این شهریار فرهمند که به مدد خُرّهٔ کیانی‌اش، توانست چونان شعله‌ای فروزان نور اسپهبدی محبوس در کالبد میرنده‌ای را که همان غلاف ادیم ما باشد رها کند. پهلوانان همراه مشاهده می‌کنند که شاه ناگهان ناپدید می‌شود.
دن خوآن ماتئوس (don Juan Matus): حالت ابر آگاهی نه‌تنها به عنوان تابشی که به اعماق شکل تخم‌مرغی انسان می‌رود، بلکه درخششی شدید بر سطح پیله «دیده» می‌شود. با وجود این در مقایسه با تابشی که در اثر آگاهی کامل ایجاد می‌گردد و همچون فوران نور سفید رنگی در تمام تخم‌مرغ درخشان دیده می‌شود، هیچ است. فوران نوری عظیم که تمام پوسته را فرامی‌گیرد و فیوضات درونی خود را آن‌چنان می‌گستراند که تصویر ناپذیر است. بینندگانی که با تعمق به آگاهی کامل دست می‌یابند منظره‌ای دیدنی دارند. این زمانی است که در درون خویش می‌سوزند. آتش درون آن‌ها را می‌سوزاند. بدین‌سان با آگاهی کامل با فیوضات آزاد می‌آمیزند و در ابدیت شناور می‌شوند.
کیخسرو نماد انسان کامل و مظهر مجسم (کیان خرّه، فرّ کیانی) طریق تجرید در پیش می‌گیرد. و به عالم نور می‌پیوندد. به گونه‌ای که بی‌مرگ و جاودانه می‌شود.

### کی‌خسرو و کوروش بزرگ
حمزه اصفهانی از کوروش یاد می‌کند و او را با «بهمن» یکی می‌شمرد و می‌نویسد که یهودیان می‌پندارند که بهمن به زبان ایشان همان کوروش است. مسعودی نیز می‌نویسد که نام کوروش برای یهودیان شناخته شده بود، ولی ایرانیان او را بهمن می‌نامند. دقیقترین تبارنامه هخامنشیان را به ابوریحان بیرونی نسبت می‌دهند. در باب چهارم آثارالباقیه جدولی درج شده است که ابوریحان بیرونی قبل از ارائهٔ آن، به بی‌اعتبار بودن و ناهماهنگ بودن نقل قولها با تاریخ ایران، تصریح کرده و نمونه‌هایی از اقوال دیگران را _که خودش قبول نمی‌کند_ نقل کرده است.
«و ذُکِرَ فی کتب السِّیَر و الأخبار، المنقولة من کتب أهل المغرب، ملوکُ الفرس و بابـِلَ مِن لدن افریدون؛ و هو یُسمّیٰ عندهم - کما یقال - یافول، الی لدن دارا آخِرِ ملوکِهم. فوجدناها تختلف فی عدد الملوک، و فی أسامیهم، و مقادیر مُلکِهم، و فی اخبارهم و احوالِهم… و اذا أعرضنا عن ذکر ذلک أصلاً، بَخـَسنا الکتابَ حَظّـَّه، و شغلنا قلبَ الناظر فیه عنه؛ و نحن نودِعُها جدولاً مفرداً، کـَیلا تختلط الآراءُ و الاَقاویلُ…»
ترجمه پارسی:
«در کتابهای سِیَر و اخبار که از روی کتب اهل مغرب نقل شده ملوک ایران و بابِل را نام برده‌اند و از فریدون که نزد آنان یافول نام دارد شروع کرده‌اند تا دارا که آخرین پادشاه ایران است؛ ولی با آنچه ما می‌دانیم از حیث عدد ملوک و نامهای ایشان و مدت پادشاهی و اخبار دیگر -در احوال ایشان- اختلاف دارد… و اگر ما اقوال مذکور را در اینجا برای خوانندگان نقل نکنیم اوّلاً متاع خود را به سنگ تمام نفروخته‌ایم (کم گذاشته‌ایم)؛ ثانیاً، دلهای خوانندگان را سرگردان کرده‌ایم؛ و ما این اقوال را در جدولی جداگانه قرار می‌دهیم تا آنکه آراء و اقاویل بهم مخلوط نشود…».
ابوریحان بیرونی در این جدول چنین نقل کرده که کی‌قباد پس از اسرحدون (شناخته شده با نام زَو پسر تهماسب) حکومت کرد و کی‌کاووس همان بخت النصر بود و نسل سوم بعد از کی‌قباد است؛ کورِش همان کی‌خسرو است که جانشین کوروش (شناخته شده به عنوان لهراسب) گشته است. به گفته احمدی، بهمن، شخصیتِ اسطوره‌ای ایرانی، برخی از یادمان‌های تاریخی کوروش را به خود جذب کرده است: «گویند وی (بهمن) به دوران پادشاهی خود باقی‌ماندهٔ بنی اسرائیل را [از بابل] به بیت‌المقدس پس فرستاد»؛ و فرمان به‌آباد نمودن بیت‌المقدس داد»؛ «اسرائیلیان چنین پندارند که بهمن در کتاب‌های اخبار آنها به زبان ایشان، همان کوروش است».

## کوه شاه کی‌خسرو

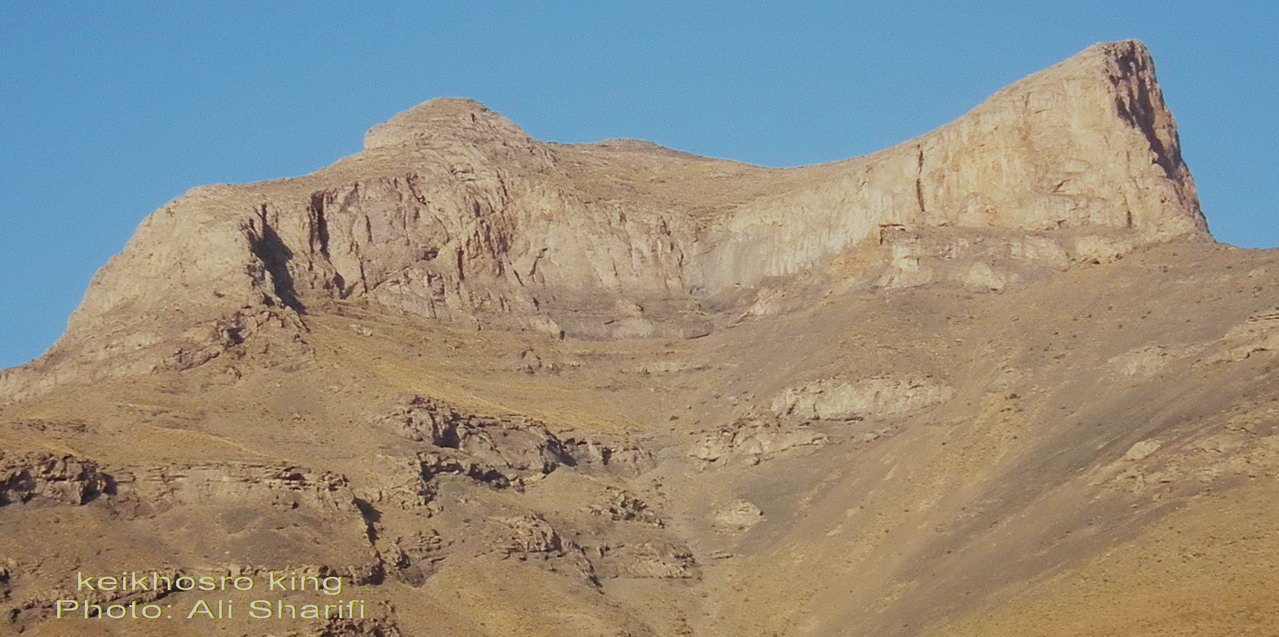
کوه شاه کی‌خسرو

غار کی‌خسرو یا کوه شاه کی‌خسرو یا کوه شاه زنده در شهرستان خنداب در نزدیکی روستای اناج استان مرکزی واقع گشته است. این کوه به خاطر غاری که در آن وجود دارد یکی از اماکن مقدس و همچنین اسطوره‌ای، برای پیروان دین زرتشتی است؛ و هر سال زرتشتیانی از هندوستان و شهرهای ایران جهت زیارت و ادای احترام در این محل و گورستان قدیمی روستای گوره زار که تعداد هفت تن از یاران کی‌خسرو در این‌جا خاکسپاری گشته‌اند گرد هم می‌آیند
گفته می‌شود که کی‌خسرو پس کناره‌گیری از تخت شهریاری، به کوه‌ها برای نیایش رفت و زندگانی جاودان یافت و در عهد سوشیانس (منجی زرتشتیان) او برای یاری باز خواهد گشت.

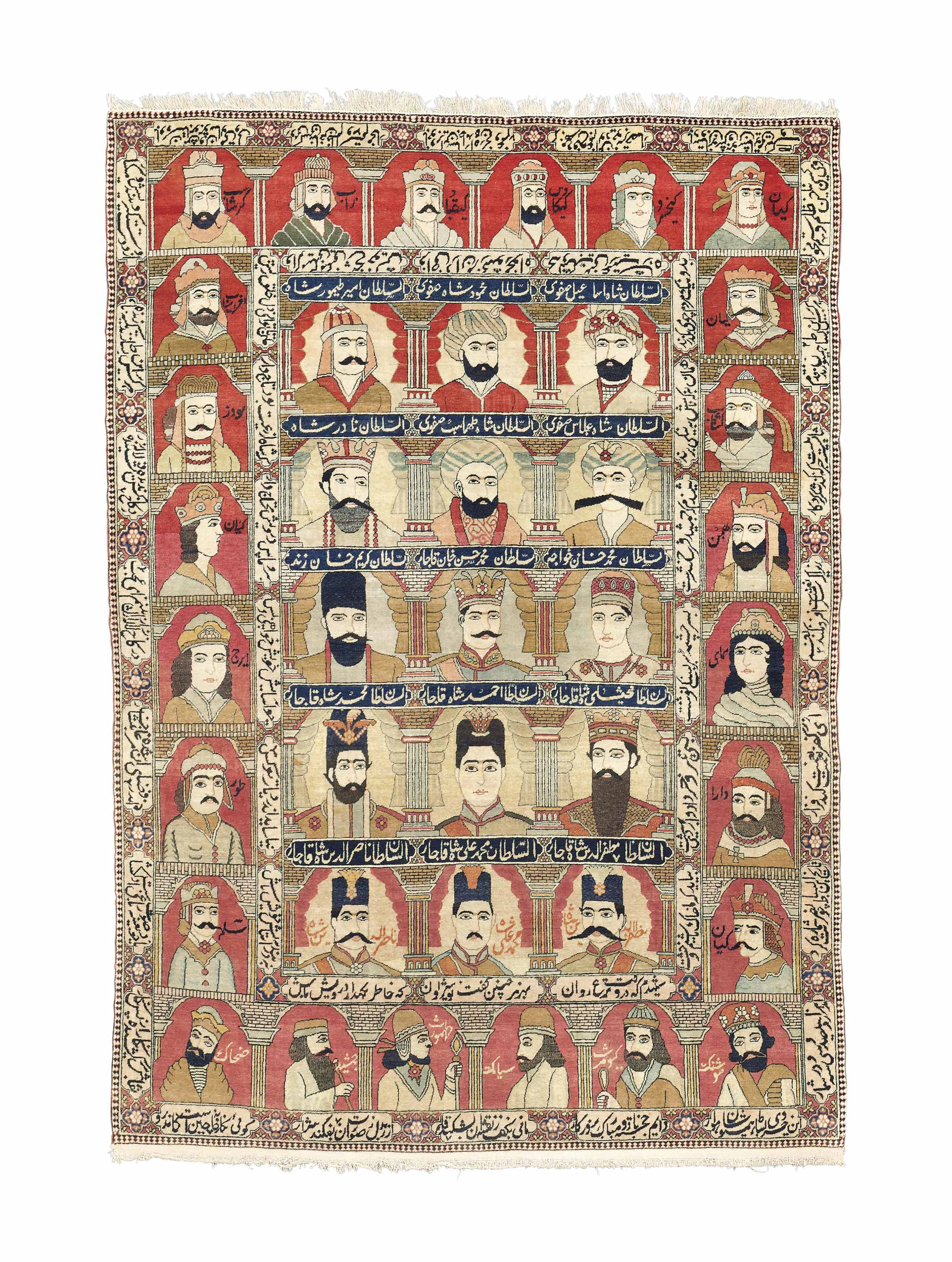
یک فرش کهن کاشانی از دورهٔ قاجاری که دور تا دور آن نقش پادشاهان اسطوره‌ای ایران قرار گرفته‌اند. در میانهٔ آن، نگارهٔ چند تن از شاهان ایران نوین جا داده شده است.